# Jeronimo (band)
Jeronimo was een Duitse hardrockband uit de vroege jaren 1970.

## Bezetting
- Rainer Marz[2]
- Gunnar Schäfer[3]
- Ringo Funk[4]

## Geschiedenis
De band werd opgericht in 1969 door Rainer Marz, Gunnar Schäfer en Ringo Funk. Met hun eerste beide singles Heya (coverversie van J.J. Light, 1969) en Na Na Hey Hey Kiss Him Goodbye (Steam, 1970) had Jeronimo direct succes in Europa. In 1970 verscheen de rosekleurige in vinyl geperste lp Orgaszmus of Jeronimo and Creedence Clearwater Revival, die steevast een kant met nummers van Jeronimo en een kant met Creedence Clearwater Revival bevatte. Het album werd naar aanleiding van de eigenzinnige covervormgeving (een penis ejaculeert over de muzikanten) tot prototype van latere publicaties in het progressieve genre.
Jeronimo speelde in 1970 tijdens het eerste Burg Herzberg-festival en op het legendarische Progressive Pop Festival Köln. Een optreden in Lausanne in het kader van een UNICEF-project werd in 1971 wereldwijd uitgezonden op de televisie. De band, wiens leden intussen wisselden, werd in 1972 ontbonden na het uitbrengen van drie eigen albums. Na de ontbinding vertrok Funk naar de band Atlantis. Marz ontwikkelde zich tot een zeer gevraagd studiomuzikant in het milieu van de Frankfurter succesproducent Peter Hauke (Nektar, Peter Maffay, Supermax). Bovendien werd Marz vast lid van de liveband Supermax.
In 1982 namen de oprichters hun grootste succes Heya nogmaals op in een nieuwe versie, die op single verscheen bij CBS. In 2001 kwamen de muzikanten weer samen en sindsdien vonden ook weer gezamenlijke concerten plaats, onder andere op 16 mei 2004 in het Waldstadion in Frankfurt.

## Overlijden
Rainer Marz overleed op 11 april 2016.

## Discografie

### Singles
- 1969: Heya
- 1970: Na Na Hey Hey Kiss Him Goodbye

### Albums
- 1970: Spirit Orgaszmus of Jeronimo and Creedence Clearwater Revival (lp)
- 1970: Cosmic Blues (lp)
- 1971: Jeronimo (lp)
- 1972: Time Ride (lp)
- 2003: Best of Jeronimo (cd)
- 2007: Timevision (dvd)